# 도란
도란(본명: 최현준, 2000년 7월 22일 ~ )은 대한민국의 리그 오브 레전드 프로게이머로 아이디는 Doran이다. 포지션은 탑 라이너이다. 현재 T1 소속이다.

## 선수 생활
2018년 엘림, 구마유시 등과 함께 KeG 서울의 멤버로 2018 LoL KeSPA컵에 참가했다. 본 대회에서 KeG 서울은 프로팀인 한화생명 e스포츠를 잡아내면서 대회 8강에 진출하는 파란을 일으키기도 했다. 
2018년 12월, LCK의 그리핀의 연습생으로 입단하며 프로 커리어를 시작했다. LCK 2019 서머 시즌을 앞두고 그리핀의 1군 로스터에 합류했다. 도란은 소드의 서브 탑 라이너 선수로 활동했다. 시즌이 진행되면서 점차 주전으로 출전하는 빈도를 늘려나갔다. 결승전에서도 소드를 제치고 선발 출전했지만 우승을 하는데에는 실패하면서 준우승을 거두었다. 리그 오브 레전드 월드 챔피언십 2019에서는 로스터에 포함되면서 참가하게 되었다. 하지만 롤드컵 기간 동안에서는 소드가 주전으로 출전하면서 한 경기도 출전하지 못했다. 
2020 시즌을 앞둔 스토브 리그 기간 동안 원 소속팀인 그리핀에서 그리핀 사건이 발생하게 됨에 따라 쵸비는 FA 신분이 되었다. 이후 그리핀의 감독이었던 씨맥을 따라 드래곤X에 합류했다. 하지만 드래곤X 입단 이후 그리핀 사건의 여파에 따른 석연찮은 징계조치로 1경기 출장이 정지되었다. 드래곤X에서는 주전 탑 솔러로 출전하면서 스프링 시즌 3위의 성적을 거두었다. 스프링 시즌 종료 이후 미드 시즌 컵에 참가했다. 미드 시즌 컵에서는 좋은 모습을 보여주었다. 서머 시즌에서는 미드 시즌 컵에서 보여주었던 폼을 그대로 보여주면서 서머 시즌 팀의 준우승에 기여했다. 리그 오브 레전드 월드 챔피언십 2020에 참여하였으며 작년과는 다르게 주전으로 나서게 되었다. 조별 스테이지에서는 좋은 모습을 보여주면서 팀의 8강 진출에 기여했다. 하지만 8강전에서는 담원 게이밍에 밀려서 탈락하였다.
2021 시즌을 앞둔 스토브 리그 기간 동안 KT 롤스터로 이적했다. 2021 스프링 시즌에서는 시즌 초반 팀의 에이스로 활약을 하면서 좋은 모습을 보여주었다. 하지만 시즌 후반 연패를 쌓으면서 무너지는 팀을 막지 못하는 모습을 보여주었다. 결국 스프링 시즌 포스트시즌 진출에는 실패하고 말았다. 서머 시즌에서도 팀의 에이스로 활동하면서 좋은 모습을 보여주었다. 하지만 서머 시즌에서도 팀은 밴픽 등의 문제로 부진한 모습을 보여주었으며 포스트시즌 진출에 실패했다. 2021시즌 종료 후 FA를 선언했다.
2022시즌을 앞두고 Gen.G에 입단했다. 2023시즌 종료 이후 팀에서 퇴단했다.
2024시즌을 앞두고 한화생명 e스포츠에 입단했다. 이후 팀에서 퇴단했다.
2025시즌을 앞두고 T1에 입단했다.

## 소속팀
| # | 팀명             | 소속 기간               | 소속 리그 | 비고 |
| - | ---------------- | ----------------------- | --------- | ---- |
| 1 | 그리핀           | 2018.12 ~ 2019.11.25    | LCK       |      |
| 2 | 드래곤X          | 2019.12.04 ~ 2020.11.17 | LCK       |      |
| 3 | KT 롤스터        | 2020.11.25 ~ 2021.11.17 | LCK       |      |
| 4 | Gen.G            | 2021.11.23 ~ 2023.11.21 | LCK       |      |
| 5 | 한화생명 e스포츠 | 2023.11.24 ~ 2024.11.19 | LCK       |      |
| 6 | T1               | 2024.11.19 ~            | LCK       |      |

## 논란

### 그리핀 사건
도란은 그리핀 사건 기간 동안 소드와 씨맥의 갈등의 원인 중 하나임이 밝혀지기도 했다. 그리핀 사건이 마무리 되는 과정에서는 석연치 않은 징계를 받으며 논란이 되기도 했다.

## 수상 내역
- KeG Championship 2018 우승 (KeG 서울)
- 우리은행 리그 오브 레전드 챔피언스 코리아 서머 2019 준우승
- 리그 오브 레전드 월드 챔피언십 2019 8강
- 우리은행 리그 오브 레전드 챔피언스 코리아 서머 2020 준우승
- 리그 오브 레전드 월드 챔피언십 2020 8강
- 2021 LCK 어워드 KLEVV 올해의 기억에 남는 리신 플레이어 상
- 2022 리그 오브 레전드 챔피언스 코리아 스프링 준우승
- 2022 리그 오브 레전드 챔피언스 코리아 서머 우승
- 리그 오브 레전드 월드 챔피언십 2022 4강
- 2023 리그 오브 레전드 챔피언스 코리아 스프링 우승
- 2023 Mid-Season Invitational 4등
- 2023 리그 오브 레전드 챔피언스 코리아 서머 우승
- 2024 리그 오브 레전드 챔피언스 코리아 서머 우승
- 미드 시즌 인비테이셔널 2025 준우승